# Silk Road
|  | No s'ha de confondre amb Ruta de la seda. |

Silk Road (Ruta de Seda) fou un mercat negre en línia operatiu a la deep web, en concret un servei ocult sobre la xarxa Tor. La seva localització dins la xarxa va poder fer possible dur a terme transaccions il·legals i oferir a l'usuari un espai lliure de rastrejos. Va estar operatiu des de febrer de 2011 fins a l'octubre de 2013. Es va poder identificar Ross William Ulbricht com a fundador de la xarxa, el qual va ser detingut i condemnat a doble cadena perpètua per blanquejament de diners, hackeig i tràfic de drogues.
Prenent el testimoni de l'Agència Federal d'Investigació, Silk Road va determinar-se com el mercat negre amb el més sofisticat i extens sistema criminal de l'època. Durant els dos anys en els quals va estar operatiu, Silk Road va ser el lloc per antonomàsia de milers de comerciants de drogues i altres materials de comerç il·legal, els quals podien distribuir milers de quilos de substàncies a uns 100.000 compradors, cosa que suposava un gran espai de compra-venda amb un percentatge de beneficis molt alt".

## Història
Silk Road es funda el Febrer de 2011, sota la idea de pendre com a referent la ruta històrica de comerç entre Europa i països del territori Afro-Asiàtic com India o Xina, durant la Dinastia Han (206 AC-220 DC). La xarxa digital era operada per un individu (Ross William Ulbricht) sota el pseudònim "Dread Pirate Roberts" (el nom d'un personatge fictici de The Princess Bride), qui responia a un caràcter polític llibertari i crític amb la regulació mercantil.
La pàgina web va ser llançada dins febrer 2011; el desenvolupament hi havia començat sis mesos previs. Inicialment hi hi havia un número limitat de comptes de venedor nou disponibles; els venedors nous van haver d'un compte en una subhasta. Més tard, un cost fix va ser cobrat per cada compte de venedor nou.
La revista Gawker va publicar un article sobre el lloc el Juny de 2011, cosa que va provocar que el lloc obtingués moltes més visites de curiosos i un augment de trànsit dins la pàgina web. El coneixement públic de Silk Road també va provocar que organitzacions polítiques prenguèssin acció per a tancar-ho: parlem de casos com el del Senador dels Estats Units Charles Schumer, Fàrmac Enforcement Administració (DEA) i Departament de Justice.
El Maig de 2013, va ser bloquejada durant un breu període pel que es va determinar com un atac DDoS (sistema de seguretat web). Després d'una investigació de l'FBI, es va reclamar l'adreça IP autèntica de Silk Road, a través de les dades filtrades directament pel CAPTCHA del lloc web. Va ser localitzat a Reykjavík, Islàndia.
Després d'un període d'incertesa, a principis d'Octubre de 2013 Silk Road es va reinstalar en el mercat digital i va entrar en funcionament un cop més, seguint les mateixes pautes que anteriorment. Els usuaris que vulguessin icorporar-se com a compradors es podríen registrar gratuïtament, mentres que s'hauria d'abonar una quantitat de Bitcoin en cas de voler ser venedor. En el moment de reoberura de Silk Road, altres llocs de la deep web com The Black Market o SheepMarket ja estaven en auge, i per això no va acabar de recuperar el ritme previ fins a novembre i desembre de 2013, quan es van tancar respectivament. Però l'èxit seria de duració breu, perquè el mateix mes l'Agència Federal d'Investigació (FBI) tanca la pàgina i arresta a Ulbricht.

## Funcionament
Segons les dates recopilades el març de 2013, el 70% dels 10.000 productes que veníen eren drogues. Es catalogaven segons el tipus d'efecte que donaven al cos, com ara estimulants, psicodèliques, prescrites, etc. Més enllà de les ja anomenades, també s'oferien altres varietats com llicències de conduir fraudulentes. Des dels inicis de Silk Road els administradors ja van determinar certs termes que prohibien la venda de qualsevol material amb la intenció de provocar danys a altres. Parlem doncs de pornografía infantil, armes o material robat. Més enllà, també trobàvem compra-venda d'objectes legals com llibres, art o joies.
La pàgina permetia que els compradors deixéssin comentaris i valoracions envers el producte i/o el venedor a través d'un fòrum habilitat; això ajudava a detectar els venedors fraudulents o els millors valorats. En la majoria de casos els productes eren rebuts a través del correu, sota els procediments recomanats per Silk Road d'empaquetament per evitar ser detectats.